# Rejon babajurtowski
Rejon babajurtowski (ros. Бабаюртовский район) – jednostka administracyjna wchodząca w skład Dagestanu w Rosji.
Centrum administracyjnym rejonu jest wieś Babajurt.

## Geografia
Rejon znajduje się w centralnym Dagestanie i rozciąga się od granicy z Czeczenią, do Morza Kaspijskiego. Leży on na Równinie Kumyckiej. Od północy graniczy z rejonem kizlarskim, a od południa z rejonem kumtorkalińskim, rejonem kiziljurckim i rejonem chasawiurckim.
Powierzchnia rejonu wynosi 3255,22 km². Jest to drugi co do wielkości rejon Dagestanu.
Przez północną część rejonu przepływa Terek.

## Demografia
W 2022 roku rejon zamieszkiwało 48 550 osób.
Grypy etniczne i narodowości w 2010:
- Kumycy – 22 067 (48,29%)
- Awarowie – 9 253 (20,25%)
- Nogajowie – 7 553 (16,53%)
- Dargijczycy – 2 767 (6,05%)
- Czeczeni – 2 764 (6,05%)
- Rosjanie – 360 (0,79%)
- Lakowie – 351 (0,77%)
- inny – 430 (0,94%)
- nie wskazano – 156 (0,34%)